# インク

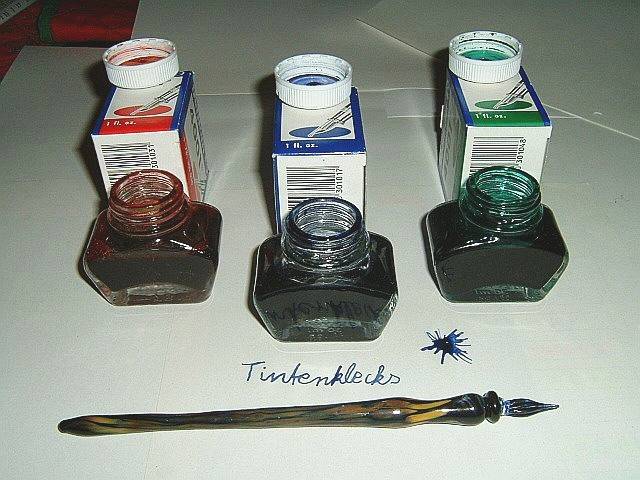
カラーインクとペン

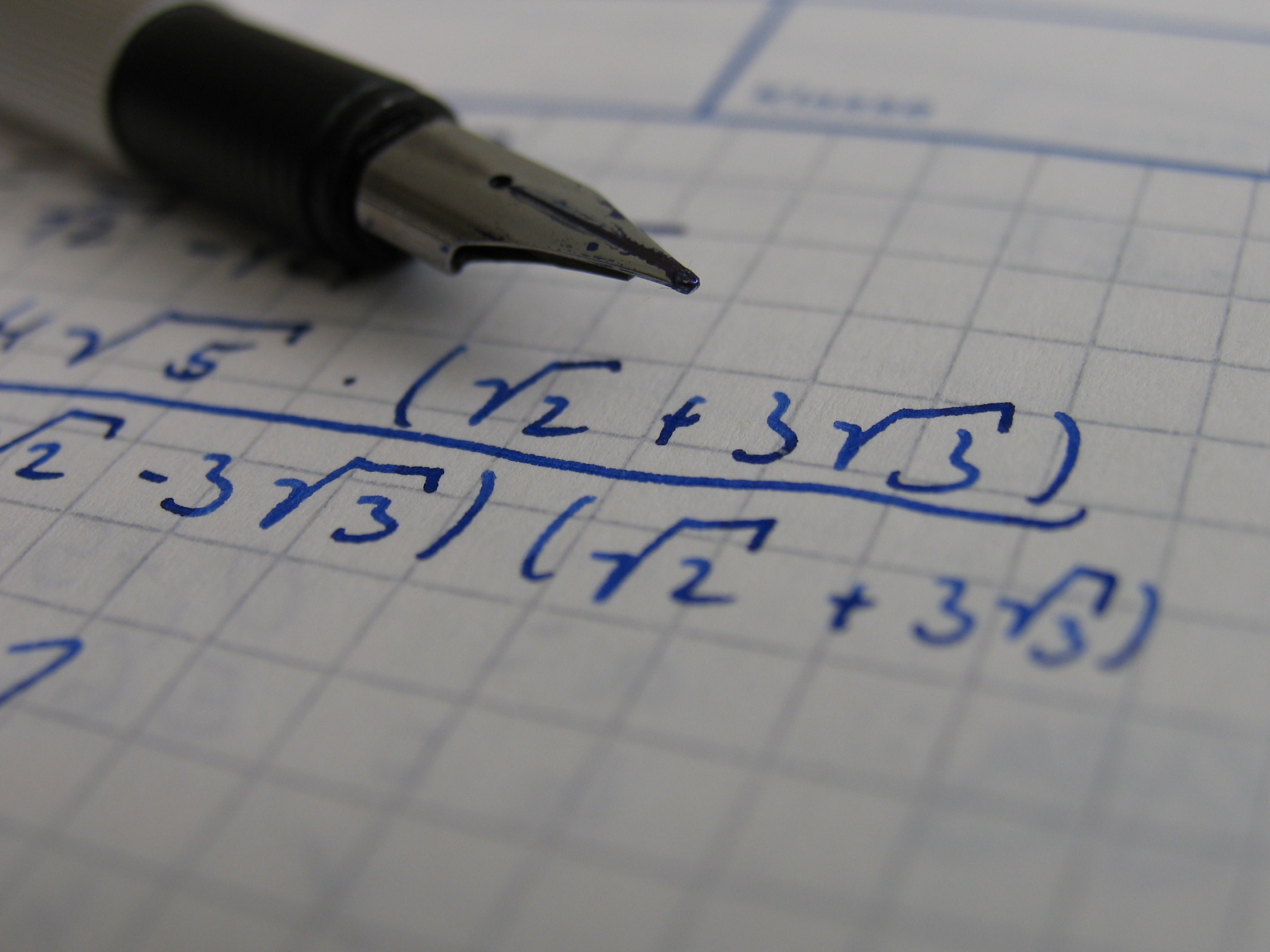
万年筆と文字

インク（英語: ink）は、印刷や筆記、描画に用いられる染料や顔料を含んだ液体、ジェル、固体の総称。「インキ」という表記もあり、これは明治期によく使われたが、やがて「インク」が一般化した。技術用語としては現代でも「インキ」は正式に使われるが、用語によっては「インクジェット」など、定着している表記に揺れがある。日本語では洋墨（ようぼく）ともいう。
塗料と形態や構成要素が類似するが、塗料の主目的が被塗物の保護や美観であるのに対し、インクは印刷や描写を主目的としており要求される機能も異なる。

## 種類

### 色素による分類
インクは使用する色素によって染料によるものと顔料によるものに分けられる。
染料インク
染料（特定の化学構造をもつ単分子で水や溶媒に溶解する）を利用したもので、分子状態（溶解状態）で対象物を着色する。
顔料インク
顔料（分子が多数配列した集合体で水や溶媒に不溶である）を利用したもので、固体粒子の状態で分散して対象物を着色する。

### 溶剤による分類
インク内の溶剤成分の違いにより油性と水性に分けられる。

### 用途による分類
用途では筆記用インク（筆記用インキ）と印刷インク（印刷インキ）に大別される。特に印刷用のものは適性、特性、組成、用途が異なる種類のものが膨大に存在する。

## 筆記用

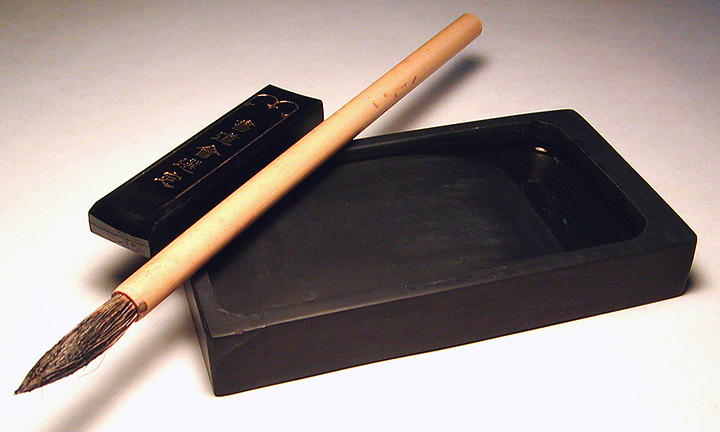
墨と硯、筆

ボールペンやマーカーペン（マーキングペン）に用いられる。色素としての成分により染料インクと顔料インク、それぞれに溶剤成分により油性と水性があり、その組み合わせで油性染料インク、油性顔料インク、水性染料インク、水性顔料インクの4種類がある。このほかボールペンには油性でも水性でもないゲルインク（ゲルインキ）のボールペンがあるが、これらも水性染料系と水性顔料系に区分されている。
市販される筆記用インクとしては、次のようなものがある。
- つけペン・万年筆用の瓶入りインク
- 万年筆・マーキングペン用のインクカートリッジ
- ボールペン用インクリフィル

毛筆に用いられる墨を溶いた墨汁も筆記用インクの一種である。

## 印刷用

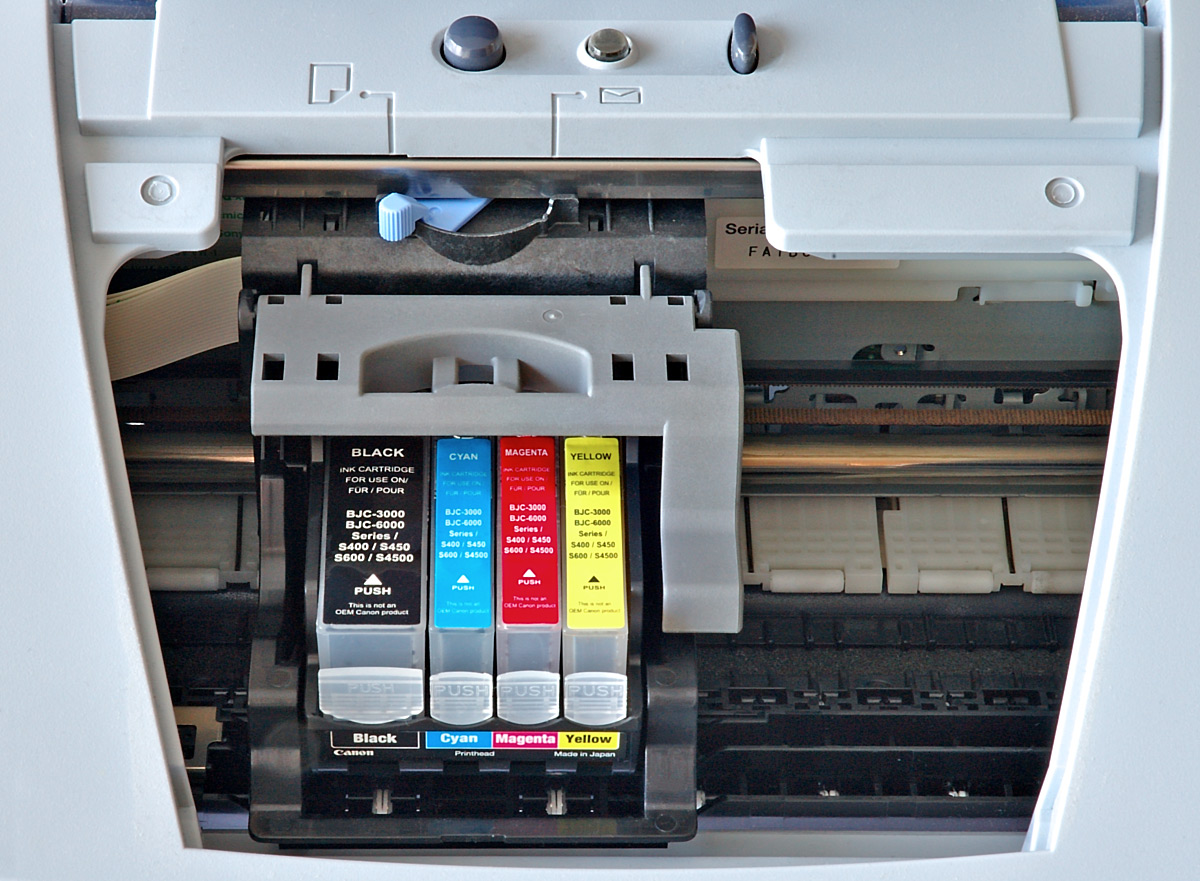
パソコンに接続して用いるプリンター用のインク。写真の例ではブラック、シアン、マゼンタ、イエローの4色が見える

技術用語としては「印刷インキ」といい、「原稿あるいは版などで規定される像を印刷手段によって被印刷物表面に形成し固定する像形成材料」と定義される。
印刷方式による分類
平板印刷インキ、グラビア印刷インキ、凸版印刷インキ、スクリーン印刷インキ、フレキソ印刷インキ、凹版印刷インキ、特殊印刷インキなどに大別される。
組成による分類
原料によって油性インキと水性インキ、染料インキと顔料インキなどに分けられる。また、形態によってペーストインキ、無溶剤インキ、エマルジョンインキ、マイクロカプセルインキ、粉体インキなどに分けられる。
インキ膜の特性による分類
色と光沢ではプロセスインキ（原色版インキ）、指定色インキ、グロスインキ、金属色インキ、蛍光色インキ、リン光インキなどに分けられる。耐抗性では耐光性インキ、耐熱性インキ、耐溶剤性インキ、耐摩擦性インキなどに分けられる。また、機能性では磁性インキ、導電性インキ、抵抗インキ、芳香インキなどに分けられる。
乾燥性による分類
物理乾燥性では蒸発乾燥性インキ、浸透乾燥性インキ、冷却固化乾燥性インキなどに分けられる。化学乾燥性では酸化重合乾燥性インキ、二液硬化性インキ、触媒硬化性インキなどに分けられる。
用途による分類
- 印刷物による分類 - 新聞インキ、書籍インキ、プリント配線板用インキ、玩具用インキ、証券用インキなど。
- 被印刷物による分類 - ガラスインキ、陶磁器用インキ、セロハンインキ、ラベルインキ、布地用インキなど。
- 機能による分類 - 校正インキ、転写インキ、マーキングインキ、カーボンインキ、現像インキなど。

個別の特殊用途については以下を参照。

## 特殊な用途

### 偽造防止用
- OVIインキ（Optically Variable Inks） - 角度により2色に変化し、カラーコピー機では色変化を再現することができないもの[9]。
- ツインカラーインキ - 太陽光や蛍光灯など光源によって色が変化するもので、カラーコピー機などで複写しても淡黄色で変化しないもの[9]。
- ツインパールインキ - 角度により2色に変化し、カラーコピー機などで複写しても黄ばんだ状態になるもの[9]。
- IVインキ - In-Visible（不可視）インキの略で、目視でほとんど認識できず、カラーコピー機でも再現できないもので専用の検証器でのみ認識できる[9]。

### 選挙用の消えないインク
インド、フィリピン、インドネシアなどでは選挙における不正行為を防ぐため手に塗る選挙インクを使用する。

## インクの歴史
英語のinkは中世フランス語のenque（アンク）に由来する。このenque（アンク）も中世ラテン語のencaustum、さらに遡るとギリシャ語の'enkauston（焼き付けられたの意）から来た語で、中世ローマ皇帝が署名時に赤紫色の色素を含んだロウを板に焼き付けて文字を固定したことに由来している。
筆記用のものは紀元前2500年頃にエジプトと中国で最初につくられたとされ、すす（煤）あるいは油煙と膠（ニカワ）あるいはゴム状物を水とともに混ぜたものであった。
古代ローマでは煤やイカ墨から得られた黒色のインクや、硫酸銅を含んだ革の黒染液、アスファルトを含むと考えられる黒色のワニスなどがアトラメンタムと呼ばれて用いられた。
その後、ヨーロッパでは鉄塩やタンニンを水とともに混ぜ合わせたものが使われるようになった。没食子インク（Iron gall ink）はハチの刺激により植物の葉に形成される没食子（もっしょくし）を利用したものでタンニンが含まれている。
一方、印刷用のものも15世紀にグーテンベルクが新たな印刷術を開発するまで、すすと膠を主原料とする墨汁を利用していた。しかし、水性の墨汁は活字印刷に親しみにくく、印刷は不鮮明であった。グーテンベルクは自らの開発した鉛と錫による合金鋳造活字に適するよう、油絵具に用いられていた煮沸アマニ油にすすや油煙を加えたものを利用した。
20世紀後半になると印刷用のインクの原材料は1000種を超えるようになった。一方でインクの原材料には鉛、カドミウム、銅、亜鉛、クロム、ニッケルの重金属などの人体に有害な物質が用いられることがある。国によっては新聞紙などの印刷物は包装紙としてリユースされるが、包装を介して食品を汚染する可能性があるため、インドでは印刷した紙で食品を包装すること自体が禁止されている。日本では、業界団体が安全衛生上人体や環境に有害なおそれのあると考えられている物質をリストアップし、印刷インクとして使用することを禁止している（NL規制）。環境に対応したインクとして大豆インクも多用されている。